# Michael Wellenhofer
Michael Wellenhofer (* 7. Oktober 1928 in Eitting; † 31. Januar 2023 in Alburg im niederbayrischen Landkreis Straubing-Bogen) war ein deutscher Gymnasiallehrer (Altphilologe) und Historiker, der viele Jahre mit den Aufgaben des Heimatpflegers im Landkreis Straubing-Bogen betraut war.

## Leben und Wirken

### Lehrer und Historiker
In Straubing unterrichtete er von 1958 bis 1992 als Gymnasiallehrer die Fächer Latein, Griechisch und Geschichte, zunächst am Johannes-Turmair-Gymnasium, dann am Anton-Bruckner-Gymnasium.

### Forscher und Autor
29 Jahre lang, von 1981 bis 2009, bekleidete er das Amt des Kreisheimatpflegers für die Altlandkreise Mallersdorf und Straubing. Zu den Schwerpunkten seiner Forschung gehörten die Orts- und Hofgeschichte von Ortschaften und Bauernhöfen des südlichen Landkreises Straubing-Bogen. In Monografien, Zeitungsbeiträgen, Schriftenreihen und Einzelpublikationen veröffentlichte er seine Funde und Forschungsergebnisse.

## Auszeichnungen
- Träger des Bundesverdienstkreuzes am Bande[2]
- Josef-Schlicht-Medaille des Landkreises Straubing-Bogen „für hervorragende Verdienste um Heimat, Kultur, Brauchtum und Geschichte im Landkreis Straubing-Bogen“[3]

## Publikationen (Auswahl)
- Der Landkreis Straubing-Bogen – Der neue Landkreis Straubing-Bogen stellt sich vor, 619 S., Straubing 1984
- 700 Jahre Marktrechte Geiselhöring. 1287–1987, Geiselhöring (1987)
- Die Ortsgeschichte und Hofgeschichte von Alburg, Straubing (1977)
- Geschichte des Bergerhofes, des ehemaligen Ammerhofes, in Buchhofen, Deggendorfer Geschichtsblätter Vol. 18 (1997) S. 51–76
- Ein Beitrag zur Ortsgeschichte von Hailing, Jahresbericht des Historischen Vereins Straubing, Vol. 97 (1995) S. 45–56
- Hofgeschichte des Firlbeckhofes in Rinkam, Jahresbericht des Historischen Vereins Straubing, Vol. 96 (1994) S. 343–368
- François Gabriel und Otto Camillus von Bray in höchsten bayerischen Staatsämtern, Jahresbericht des Historischen Vereins Straubing, Vol. 95 (1993) S. 363–425
- Die Geschichte des Stoffelhofes in Alburg, Jahresbericht des Historischen Vereins Straubing, Vol. 86 (1984) S. 467–489
- Die Geschichte des Buchnerhofes in Aiterhofen, Jahresbericht des Historischen Vereins Straubing, Vol. 85 (1984) S. 477–506
- In Leiblfing existieren noch zwei Urhöfe. Der Gierl- und Griebhof weisen eine jahrhundertelange Geschichte auf, Jahresbericht des Historischen Vereins Straubing, Vol. 84 (1982) S. 53–56
- Die Grafen von Leonsberg und „Leublfinger“, Jahresbericht des Historischen Vereins Straubing, Vol. 84 (1982) S. 57–66
- Flurnamen – Zeugen der Vergangenheit, 73–80, Jahresbericht des Historischen Vereins Straubing, Vol. 84 (1982) S. 73–80
- 1200 Jahre Oberschneiding, Gemeinde Oberschneiding (1990)
- 125 Jahre Freiwillige Feuerwehr Hainsbach, Freiwillige Feuerwehr Hainsbach (1998)
- Kirchen der Pfarrei Atting, Kunstverlag Link, Lindenberg (2001)